# Llica
Llica est une localité du département de Potosí en Bolivie, et le chef-lieu de la province de Daniel Campos. Sa population s'élevait à 553 habitants en 2001.
Le village se situe au nord du salar d'Uyuni et au sud-est du salar de Coipasa, et donc profite grandement de leur fréquentation touristique.

## Histoire
Certains éléments tendent à prouver que ce petit village existe depuis plus de 500 ans, sa fondation probablement antérieure à la découverte des Amériques. En effet, les indiens du sud-est de la Bolivie actuelle avaient créé des terres destinées à la culture des "papa" (patates) pour fournir de la nourriture aux caravanes qui traversaient le plateau et le village de Llica est directement mentionné comme un de ces terrains sur un document de 1571 évoquant la visite du Vice-roi François de Tolède dans la région.2

## Organisation Administrative
La municipalité est divisée en 8 cantons :
- Llica
- Tres Cruces
- Chacoma
- Palaya
- Cahuana
- San Pablo de Napa
- Canquella
- Huanaque